# Masacres de Rintfleisch
Las masacres de Rintfleisch o Rindfleisch [ˈʀɪntflaɪ̯ʃ] fueron un pogromo dirigido contra los judíos de Franconia, actual Alemania, en 1298. Sucedieron durante la guerra civil entre el rey Adolfo de Nassau y su rival Alberto de Austria, cuando la autoridad imperial, que tradicionalmente velaba por la protección de los judíos, se había desmoronado temporalmente.

## Cronología
Los judíos de la localidad francona de Röttingen fueron acusados de sacrilegio contra la Sagrada Hostia. Rintfleisch, al que las fuentes se refieren como un caballero venido a menos o un carnicero (el término Rindfleisch equivale a “carne de vacuno” en alemán moderno), aseguró haber recibido un mandato divino para vengar la blasfemia y exterminar a los judíos. El dominico Rudolph se refiere a él como "carnifex", carnicero, pero no está claro si hace referencia a su profesión original o el apelativo tiene su origen en sus actos contra los judíos.
Rintfleisch reunió una muchedumbre a su alrededor y quemó en la hoguera a los judíos de Röttingen el 20 de abril. Tras esto, su grupo fue de pueblo en pueblo matando a todos los judíos que caían en sus manos, destruyendo las comunidades hebreas de Rothenburg ob der Tauber, Würzburg, Nördlingen y Bamberg.
En Núremberg, los judíos buscaron refugio en la fortaleza y fueron ayudados por sus conciudadanos cristianos, pero Rintfleisch superó la oposición de los defensores y masacró a los judíos el 1 de agosto. El "Memorbuch" de Núremberg contiene los nombres de los numerosos judíos asesinados, entre ellos Mordecai ben Hillel, un pupilo de Jehiel ben Asher, con su mujer e hijos. Sólo las comunidades de Ratisbona y Augsburgo se libraron de la masacre, al hallarse bajo la protección de los magistrados de dichas ciudades.
La ola antisemita se propagó desde Franconia hacia Baviera y Austria. Ciento cuarenta y seis comunidades resultaron destruidas, y unos 5.000 judíos fueron asesinados.
El rey Alberto I, tras imponerse a Adolfo y acceder al trono, hizo arrestar y ahorcar a Rintfleisch. A las ciudades en las cuales se permitió que los judíos fueran asesinados se les exigió pagar multas al rey.